# Moncrabeau
Moncrabeau ist eine Gemeinde mit 741 Einwohnern (Stand 1. Januar 2022) in Frankreich im Département Lot-et-Garonne in der Region Nouvelle-Aquitaine.

## Geografie
Die Stadt liegt auf einem Hügel, über dem Fluss Baïse, einem linken Nebenfluss der Garonne. Knapp südlich von Moncrabeau liegt die Grenze zum benachbarten Département Gers.

## Geschichte
Moncrabeau war schon immer ein landwirtschaftlich geprägter Ort, in dem die berühmten Delikatessen der Gascogne produziert wurden (Pflaumen, Gänsestopfleber, Ziegenkäse, Armagnac). Später wurde überwiegend Pfefferminze angebaut, bis die Pfefferminzlaus dieser Monokultur ein Ende bereitete. Die Einwohner wurden als „Mentheurs“ (Pfefferminzbauern) bezeichnet. Da dieser Begriff auf Französisch aber auch „Lügner“ (Menteur) heißt, und mit großer Begeisterung von den anderen gern doppeldeutig verwendet wurde, hat man aus der Not eine Tugend gemacht und bereits im Jahre 1748 von den Bürgern dieses Städtchens die Akademie der Lügner gegründet. Seither gilt Moncrabeau als Welthauptstadt der Lügner und veranstaltet jährlich Lügenwettbewerbe, jeweils am 1. Sonntag im August.

## Bevölkerungsentwicklung
| Jahr      | 1962 | 1968 | 1975 | 1982 | 1990 | 1999 | 2008 | 2018 |
| Einwohner | 1173 | 1050 | 915  | 823  | 789  | 780  | 818  | 738  |

## Sehenswürdigkeiten
- Schloss Pomarède
- Kirche Saint-Clair d’Artigues (16. Jahrhundert)
- Lügnerstuhl (Stein-Thron, auf dem beim Wettbewerb die Lügengeschichten erzählt werden.)
- Der Pfad der Lügner (Rundweg durch die Stadt, mit Erläuterungstafeln, die auf ihren Wahrheitsgehalt geprüft werden müssen.)